# Maurice Léna
 (mars 2021).
Si vous disposez d'ouvrages ou d'articles de référence ou si vous connaissez des sites web de qualité traitant du thème abordé ici, merci de compléter l'article en donnant les références utiles à sa vérifiabilité et en les liant à la section « Notes et références ».
 (mars 2021).
La mise en forme du texte ne suit pas les recommandations de Wikipédia : il faut le « wikifier ».
Les points d'amélioration suivants sont les cas les plus fréquents :
- Les titres sont pré-formatés par le logiciel. Ils ne sont ni en capitales, ni en gras.
- Le texte ne doit pas être écrit en capitales (les noms de famille non plus), ni en gras, ni en italique, ni en « petit »…
- Le gras n'est utilisé que pour surligner le titre de l'article dans l'introduction, une seule fois.
- L'italique est rarement utilisé : mots en langue étrangère, titres d'œuvres, noms de bateaux, etc.
- Les citations ne sont pas en italique mais en corps de texte normal. Elles sont entourées par des guillemets français : « et ».
- Les listes à puces sont à éviter, des paragraphes rédigés étant largement préférés. Les tableaux sont à réserver à la présentation de données structurées (résultats, etc.).
- Les appels de note de bas de page (petits chiffres en exposant, introduits par l'outil «  Source ») sont à placer entre la fin de phrase et le point final[comme ça].
- Les liens internes (vers d'autres articles de Wikipédia) sont à choisir avec parcimonie. Créez des liens vers des articles approfondissant le sujet. Les termes génériques sans rapport avec le sujet sont à éviter, ainsi que les répétitions de liens vers un même terme.
- Les liens externes sont à placer uniquement dans une section « Liens externes », à la fin de l'article. Ces liens sont à choisir avec parcimonie suivant les règles définies. Si un lien sert de source à l'article, son insertion dans le texte est à faire par les notes de bas de page.
- La présentation des références doit suivre les conventions bibliographiques. Il est recommandé d'utiliser les modèles {{Ouvrage}}, {{Chapitre}}, {{Article}}, {{Lien web}} et/ou {{Bibliographie}}. Le mode d'édition visuel peut mettre en forme automatiquement les références.
- Insérer une infobox (cadre d'informations à droite) n'est pas obligatoire pour parachever la mise en page.

Pour une aide détaillée, merci de consulter Aide:Wikification.
Si vous pensez que ces points ont été résolus, vous pouvez retirer ce bandeau et améliorer la mise en forme d'un autre article.
Maurice Léon Léna (1859-1928) est un professeur de lettres classiques, librettiste d'opéras, poète et critique littéraire français. Normalien (Lettres 1881), agrégé de lettres classiques (1885), professeur de classe de Rhétorique aux lycées de Auch (1885), Aix-en-Provence (1885-1888), Marseille (1889), Nîmes (1890-1891), Lyon (Ampère, 1891-1894), puis Condorcet (Paris) et Lakanal (Sceaux) où il termina sa carrière enseignante. Il s'illustra par de nombreux livrets d'opéra et d'opéra-comique, dont le plus connu  est Le Jongleur de Notre-Dame, sur la musique de Jules Massenet, donné en 1902 à l'Opéra de Monte-Carlo puis à l'Opéra-Comique à Paris (1904), à Chicago (1907) et Buenos-Aires (1915). Parmi ses autres œuvres, on relève Dans l'ombre de la cathédrale (1921) donné à l'Opéra-Comique à Paris en 1921 (musique de Georges Hüe), Nerto (1924) sur un poème de Frédéric Mistral dont il tira le livret (musique de Charles-Marie Widor) et La Damnation de Blanchefleur (1920) (musique de Henry Février.).
Il entretint une abondante correspondance avec le monde musical, en particulier Jules Massenet, ainsi qu'avec le philosophe Maurice Blondel, son ami et camarade de la rue d'Ulm (promotion 1881 Lettres).
Il n'eut pas de descendance, contrairement à son frère André Léna (1860-1900), bourguignon comme lui.

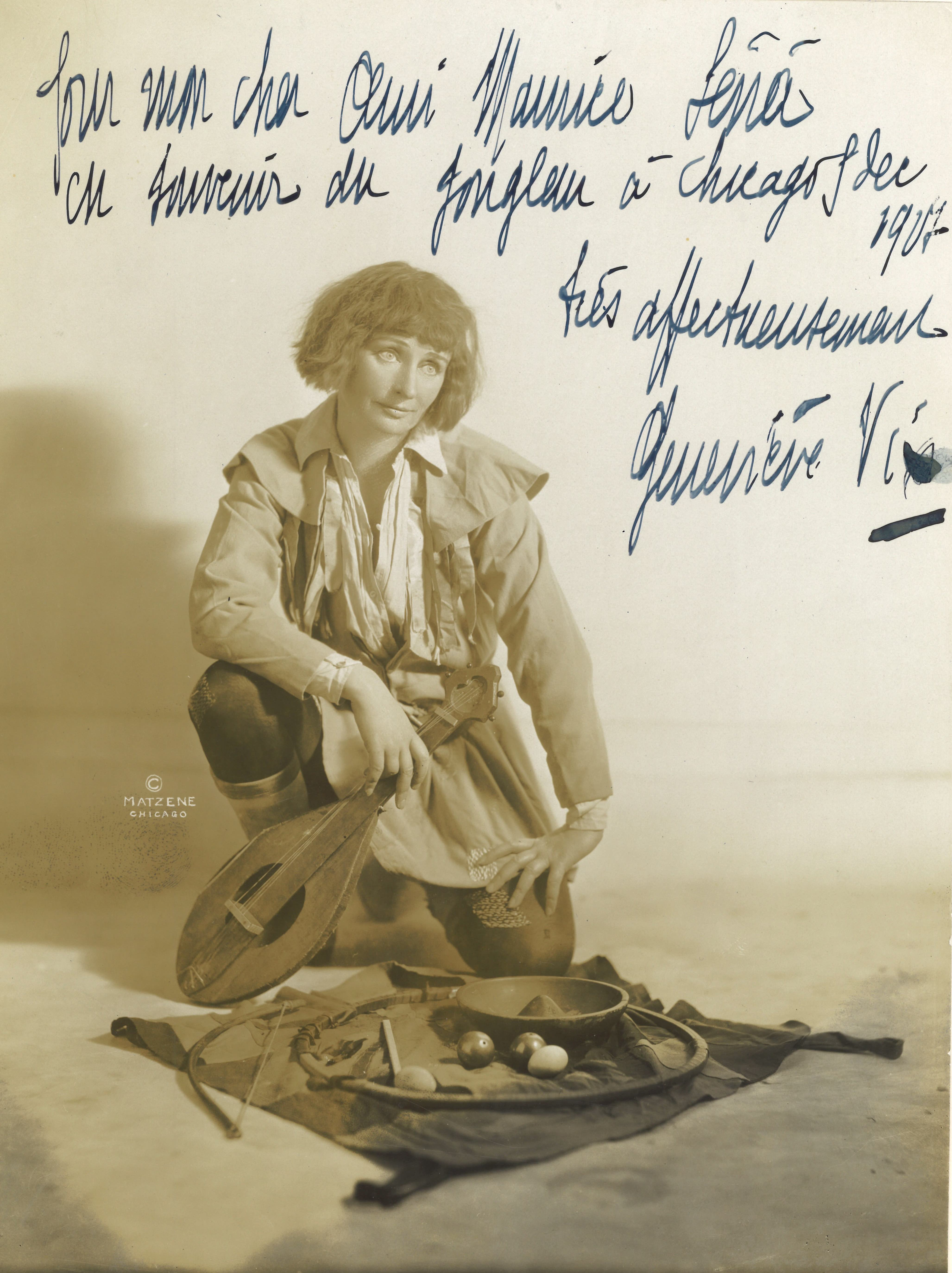
La soprano Geneviève Vix (1879-1939) dans le rôle du Jongleur, joué à Chicago (États-Unis) en 1907. Dédicace à Maurice Léna.